# Снодійно-седативні засоби
Сноді́йно-седати́вні за́соби (від лат. sedatio — «заспокоєння») — лікарські засоби, що діють заспокійливо на центральну нервову систему, істотно не впливаючи на звичайні функції.
До седативних речовин відносяться алкоголь, барбітурати, малі транквілізатори, препарати валеріани, собачої кропиви, пасифлори.
До цієї групи входять і нейролептики (від грец. нейрон — нерв і лептон — легкий). Нейролептики — інакше антипсихотики — позбавляють страху, тривоги, напруги, галюцинацій, марення (у психічнохворих), а також посилюють дію наркотичних, снодійних і знеболюючих препаратів. Снодійно-седативні засоби застосовують для лікування неврозів та безсоння.
До плюсів снодійних засобів належать зниження кількості нічних пробуджень, полегшення процесу засинання, забезпечення достатньої тривалості сну.
До мінусів можна віднести те, що снодійні можуть викликати звикання та лікарську залежність, а також мають післядію та порушують структуру сну.
Всі ці характеристики неоднорідні для різних груп лікарських засобів, які входять до категорії снодійних, відповідно з різною силою різні снодійні засоби можуть викликати звикання та залежність, з нерівним ступенем впливають на структуру сну, а виразність післядії для всіх груп різна.

## Класифікація снодійних засобів
1. ГАМКергічні засоби
2. Блокатори гістамінових H1-рецепторів
3. Агоністи мелатонінових рецепторів

Найбільша група снодійних засобів називатиметься ГАМКергічними засобами. Це означає, що засоби з цієї підгрупи будуть посилювати гальмівні процеси, які опосередковані основним гальмівним медіатором гамма-аміномасляною кислотою, і за рахунок цього реалізовуватиметься їх снодійний ефект. Дві інші групи менші і включають блокатори гістамінових H1-рецепторів і агоністи мелатонінових рецепторів.

## ГАМКергічні засоби
Для кращого розуміння механізмів дії ГАМКергічних засобів спершу необхідно розібрати будову рецепторів гамма-аміномасляної кислоти, зокрема ГАМК-рецепторів типу А. ГАМКА-рецептор складається з п'яти субодиниць, чий склад може змінюватися і мати різні ізоформи. Сама ГАМК має ділянку зв'язування між α та β субодиницями. Крім ділянки зв'язування самого медіатора ГАМК має щодо снодійних засобів два важливі сайти — між α і γ субодиницями (бензодіазепіновий сайт) і між β та α субодиницями (барбітуратний сайт). Снодійні засоби, що відносяться до першої групи, є або похідними бензодіазепінів, або до похідних барбітурової кислоти (барбітуратами), вони здатні зв'язуватися з сайтами і алостерично регулювати весь рецептор ГАМК, змінюючи конформацію всього рецептора ГАМК і поліпшуючи спорідненість ГАМК до ГАМКА-рецептора. Відповідно щодо цих сайтів або рецепторів можна класифікувати ГАМКергічні засоби.
Перша підгрупа ГАМКергічних засобів — агоністи бензодіазепінового сайту. Своєю чергою, залежно від своєї будови вони можуть поділятися на дві підгрупи — похідні бензодіазепіну або бензодіазепіни та небензодіазепінові агоністи.
До бензодіазепінів належать такі препарати, як мідазолам, феназепам, діазепам, нітрозепам і т. д. Усі вони є похідними бензодіазепінів. До небензодіазепінових препаратів належать лікарські засоби різних хімічних груп, також звані Z-препарати, — золпідем, зопіклон та залеплон.
До другої групи ГАМКергічних засобів належать агоністи барбітуратних рецепторів. Ці препарати вже практично не застосовуються як лікарські засоби, представником є фенобарбітал.
ГАМКА-рецептор — це рецептор до основного гальмівного медіатора гамма-аміномасляної кислоти. Складається з п'яти субодиниць — 2 α, дві β та γ. Субодиничний склад може змінюватися, субодиниці можуть мати різні ізоформи. Сам рецептор є іонним каналом для іонів хлору. У той момент, коли ГАМК зв'язується з рецептором ГАМКА на своїй ділянці, канал відкривається і всередину клітини направляються іони хлору. Вони накопичуються з внутрішньої сторони мембрани та викликають гіперполяризацію нервових клітин. В результаті розвиваються процеси гальмування у центральній нервовій системі.
На поверхні ГАМКА-рецепторів є інші сайти. По-перше, бензодіазепіновий, який знаходиться між α та γ субодиницями. На цей сайт безпосередньо впливають бензодіазепіни. Бензодіазепіни зв'язуються з бензодіазепіновими рецепторами на поверхні ГАМКА-рецептора, внаслідок чого змінюється конформація всього ГАМКА-рецептора. В результаті підвищується спорідненість ГАМК до рецептора ГАМКА. Відбувається збільшення частоти відкриття хлорних каналів, розвивається процес гіперполяризації та, відповідно, розвиваються фармакологічні ефекти бензодіазепінів.
Дія барбітуратів багато в чому схожа на механізм дії бензодіазепінів. На відміну від бензодіазепінів барбітурати зв'язуються на барбітуратному сайті, що також призводить до зміни конформації всього рецептора та підвищує спорідненість ГАМК до ГАМКА-рецептора. Збільшується тривалість відкриття хлорних каналів та посилюється гальмування, оскільки більше хлору здатне надійти всередину клітини, що посилює процеси гіперполяризації.
Z-препарати зв'язуються з бензодіазепіновими рецепторами, але тільки в тому випадку, якщо у складі ГАМКА-рецептора знаходиться α-1 субодиниця, тоді як бензодіазепіни зв'язуються з тими ГАМКА-рецепторами, у складі яких знаходиться α-1, α-2, α-3 або α-5 субодиниця. α-4 та α-6 субодиниці нечутливі до бензодіазепінів. Саме через таку вибірковість Z-препарати значно відрізнятимуться від бензодіазепінів.
ГАМКА-рецептори, які включають різні ізоформи субодиниць, неоднорідно розташовані в головному мозку. Переважно ГАМКА-рецепторами головного мозку є ГАМКА-рецептори, що включають α-1 субодиницю, їх приблизно 60 % від усіх ГАМКА-рецепторів головного мозку, вони розташовані головним чином в палеумі(мантія мозку), таламусі і в стовбурі мозку. ГАМКА-рецептори, що містять α-2 субодиницю, розташовані в гіпокампальній формації, стріатумі та нюхових цибулинах. α-3 ГАМКА-рецептори розташовані в латеральній перегородці, ретикулярних ядрах таламуса, деяких ядрах стовбура мозку, а також в мотонейронах. α-5 ГАМКА-рецептори розташовані в нюхових цибулинах і в пірамідних клітинах гіпокампу. Очевидно, що якщо ГАМКА-рецептори, що містять різні α субодиниці, неоднорідно розподілені по головному мозку, то бензодіазепіни, які зв'язуються з α-1, альфа-2, α-3 та α-5 ГАМК А рецептором, матимуть кілька фармакологічних ефектів.
Бензодіазепіни мають 6 важливих фармакологічних ефектів, причому ці ефекти мають дозозалежний характер.
1. Анксіолітичний ефект (вибіркове придушення відчуття страху)
2. Седативний ефект (зниження реакції центральної нервової системи на зовнішні подразники, що супроводжується зниженням концентрації та загальною загальмованістю)
3. Снодійний ефект
4. Міорелаксуючий ефект (пов'язаний з тим, що бензодіазепіни за рахунок центральних механізмів, зокрема перебування деяких рецепторів ГАМКА в мотонейронах спинного мозку, буде пов'язане з розслабленням скелетних м'язів)
5. Протисудомний ефект
6. Амнестичний ефект (бензодіазепіни здатні викликати антероградну амнезію)[6]

α-1 субодиниця, що знаходиться у складі ГАМКА-рецептора, відповідає за ефект снодійний, седативний, амнестичний та частково за протисудомний.
α-2 субодиниця відповідає за розвиток анксіолітичного та міорелаксуючого ефекту.
α-3 субодиниця відповідатиме за міорелаксуючий ефект.
α-5 — за міорелаксуючий та амнестичний ефект.
У бензодіазепінів величина амнестичного ефекту залежить не тільки від дози, але й від такої властивості як ліпофільність бензодіазепінів — чим більше бензодіазепін розчинний у ліпідах, тим вищий ризик амнестичного ефекту.
Z-препарати діють лише щодо тих ГАМКА-рецепторів, які містять α-1 субодиницю. Через селективність Z-препарати, по-перше, мають слабко виражений анксіолітичний ефект, міорелаксуючий ефект і в дуже незначній мірі протисудомний ефект. Вони меншою мірою змінюють структуру сну.

## Вплив снодійних на структуру сну
Сон можна розділити на дві фази — REM (rapid eye movement) (парадоксальна фаза сну) та NREM (non rapid eye movement) (власне сон).
Парадоксальна фаза сну — фаза, що відповідає за сновидіння, і без якої неможливий повноцінний психічний та фізичний відпочинок людини. Ця фаза становить у нормі приблизно 25 % від сну, настає приблизно кожні 90 хвилин.
При введенні бензодіазепінів або барбітуратів ці препарати зменшуватимуть стадію парадоксального сну. Відміна застосування препарату буде призводити до компенсаторного зростання REM фази та формування феномену рикошету (синдрому відміни) — REM фаза сну буде збільшуватися. Це призведе до того, що у людини загостряться проблеми, через які вона приймала препарати бензодіазепіни або барбітурати.
Z-препарати меншою мірою впливають на структуру сну.
Якщо проаналізувати фазу REM сну, можна чітко побачити, що в момент REM фази підвищується концентрація ацетилхоліну і глутамату, причому основні процеси відбуватимуться в області варолієвого мосту, з якого проєкції йдуть вже у кору.
ГАМКергічні засоби знаходяться у зворотних взаємодіях із системою глутамату, оскільки система ГАМК гальмівна, а система глутамату — збуджуюча. Чим більше посилюється система ГАМК, тим більш послаблюється глутаматергічна система. Барбітурати та бензодіазепіни посилюють ГАМК процеси, відповідно послаблюють процеси, пов'язані з глутаматом.
Нейрони (холінергічні), що знаходяться на рівні мосту і містять ацетилхолін і вивільняють його, мають на своїй поверхні рецептор ГАМК. На поверхні холінергічного нейрона може бути ГАМКА-рецептор, що містить α-3 субодиницю. Відповідно, бензодіазепіни здатні зв'язуватися з ГАМКА-рецепторами, які знаходяться на поверхні холінергічних нейронів, та посилити дію ГАМК на цей рецептор. Це призведе до гальмування холінергічного нейрона і, відповідно, зменшиться виділення ацетилхоліну, який, як вважають, відіграє одну з провідних ролей у розвитку парадоксального сну. Можливо, саме тому бензодіазепіни здатні діяти на α-3 ГАМКА-рецептори, які знаходяться на холінергічних нейронах, частково тому здатні сильніше змінювати структуру сну, ніж препарати, що не діють α-3 рецептори.

## Блокатори H1-рецепторів
Наступна група — це блокатори гістамінових H1-рецепторів. До них відноситься відомий препарат дифенгідрамін, більш відомий як димедрол. Другий препарат, який більше використовується як снодійний засіб, — доксиламін.
У гіпоталамусі знаходиться туберомамілярне ядро, яке містить у собі скупчення нейронів, що у великій кількості містять гістамін. Тіла цих нейронів перебувають у ядрі, а аксони дифузно проектуються на інші області мозку. Гістамін має проєкцію в таламус, базальний передній мозок і в кору, ці проєкції власне і важливі для снодійних засобів. Гістамін, активуючи H1-рецептори, підтримує неспання, оскільки система гістаміну — одна з тих систем, які сприяють підтримці неспання. При введенні блокаторів H1-гістамінових рецепторів, наприклад димедролу або доксиламіну, вони блокують H1-гістамінові рецептори в головному мозку і порушують функцію гістаміну, яка полягала в підтримці неспання. Відповідно гістамін безпосередньо міг активувати кору, і блокада гістамінових H1-рецепторів кори призводить до неможливості підтримки неспання та неможливості активації кори гістаміном.
Різниця між димедролом і доксиламіном полягає в тому, що у доксиламіну спорідненість з гістаміновим рецептором нижче, завдяки чому післядія від застосування доксиламіну буде нижчою, ніж у димедролу. Димедрол як снодійне не застосовується, доксиламін застосовується. Основним недоліком цієї групи снодійних засобів є їхня здатність блокувати мускаринчутливі холінорецептори, відповідно вони можуть викликати атропіноподібні ефекти.
В снодійних засобів Донорміл та Сонміл активною речовиною є доксиламін.
Дуже подібні снодійні, седативні властивості проявляють такі антипсихотики (нейролептики), як оланзепін і сероквель.

## Агоністи мелатонінових рецепторів
До третьої групи належать агоністи мелатонінових рецепторів, препаратом буде сам гормон епіфізу мелатонін. У нормі мелатонін регулює цикли сну та неспання. В цьому випадку йдеться не про ендогенний мелатонін, а про введення екзогенного мелатоніну.
Мелатонін є повним аналогом ендогенного мелатоніну та здатний стимулювати мелатонінові рецептори, яких налічується два типи. Стимуляція MT1R пов'язана з полегшенням засипання, тоді як стимуляція MT2R призводить до відновлення та нормалізації циркадних ритмів. Мелатонін доцільно приймати, в першу чергу, коли стався збій у часових поясах.

## Зловживання
Завдяки своїй психотропній дії снодійно-седативні препарати користуються попитом і серед наркоманів. Найбільшого поширення серед наркоманів зараз має медичний препарат — оксибутират натрію. Зустрічається у вигляді безбарвного розчину з неприємним солоно-гірким смаком, та у вигляді капсул і таблеток. Очевидно, цей засіб скоро буде прирівнений до наркотиків.
Також вони п'ють валокордін, корвалол, корвалдин, барбовал в дозах, що значно перевищують прописані в інструкціях даних препаратів. Оскільки вони містять фенобарбітал, який викликає наркотичне сп'яніння і звикання.

## Снодійно-седативні засоби рослинного походження
Для лікування безсоння рекомендують застосування заспокійливих, седативних препаратів рослинного погодження: валеріани, лаванди, плодів глоду, м'яти, трави материнки, півонії ухилистої, полину гіркого, ромашки, меліси звичайної, хмелю лікарського, собачої кропиви, трави пасифлори, насіння бодяну справжнього, насіння зіра (куміну), насіння коріандру тощо, і створених на їхній основі комбінованих препаратів, які часто застосовують для лікування неврозу серця: валокорміду, валокордіну, корвалтабу, корвалдину, барбовалу, валоседану, корвалолу, корвалзиду, крапель Зеленіна, мікстури Кватера, новопаситу, персену, крапель заспокійливих, збору заспокійливого, оригінальний великий бальзам Біттнера тощо. Перець п'янкий використовують для симптоматичного лікування легких та помірних стадій безсоння. Валокормід, валокордін, мікстура Кватера, корвалол, корвалтаб, корвалдин, барбовал містять сполуки брому, який значно раніше, ще до винаходу антидепресантів, транквілізаторів та нейролептиків, широко застосовувався в комбінаціях з препаратами кофеїну (мікстура Павлова) для лікування неврозів. Але бром є відносно токсичним і може негативно впливати на щитоподібну залозу. Деякі сільськогосподарські культури, зокрема коріандр (кінза), петрушка, салат сійний, у великих кількостях проявляють заспокійливі, седативні властивості й можуть використовуватися як природні анксіолітики для пом'якшення симптомів безсоння.